# Potencia acústica
La potencia acústica es la cantidad de energía por unidad de tiempo (potencia) emitida por una fuente determinada en forma de ondas sonoras. 
La potencia acústica viene determinada por la propia longitud de onda pues, cuanto menor sea la longitud de onda, mayor es la cantidad de energía (potencia acústica) que genera. Esto se debe a que una menor longitud de onda provoca un aumento de frecuencia y por consiguiente un aumento de la cantidad de energía resultante.
La potencia acústica es un valor intrínseco de la fuente y no depende del local donde se halle; el valor no varía por estar en un local reverberante o en uno seco.
La medición de la potencia puede hacerse a cierta distancia de la fuente midiendo la presión que las ondas inducen en el medio de propagación en un tiempo determinado. Se utilizará la unidad de potencia, que en el SI es el vatio (W).
La percepción que tiene la persona de esa potencia acústica es lo que conocemos como volumen, que viene dado por el llamado nivel de potencia acústica expresado en decibelios (dB)
Cualquier fuente de sonido está caracterizada por la potencia sonora que radia, que es una propiedad física que depende únicamente de la naturaleza de la fuente sonora. 
Es un parámetro absoluto que se utiliza para valorar y comparar la energía irradiada por las distintas fuentes sonoras; para estos fines no se usa la presión sonora producida por las fuentes en el medio, ya que aquella va a depender de diversos factores ajenos a las fuentes, como la distancia del agente, la orientación del emisor, los gradientes o cambios de temperatura, la velocidad del aire y el entorno en el que se encuentra ubicada.
La unidad de referencia para estas medidas es 10^-12 W. La potencia sonora se define como la energía irradiada al medio por unidad de tiempo. El símbolo que la define es W y la unidad en que se mide es el vatio.
El nivel de potencia sonora (del inglés Power Wattage Level, PWL) no debe confundirse con el nivel de presión sonora (SPL), puesto que mientras que con el SPL se relacionan presiones en pascales, en el PWL se relacionan potencias en vatios y, debido a que el margen de potencias sonoras que encontramos en la vida cotidiana es muy grande, utilizamos el decibelio como unidad de medida para expresarlas. 
La expresión para obtener el nivel de potencia sonora es:
| Símbolo             | Nombre                                | Unidad |
| ------------------- | ------------------------------------- | ------ |
| {\displaystyle PWL} | Nivel de potencia sonora              | dB     |
| {\displaystyle W}   | Potencia emitida por la fuente sonora | W      |

## Ejemplo
Una fuente sonora que emite 2W le corresponde un nivel de potencia sonora de:
{\displaystyle PWL=10\log {\Bigl (}{\frac {2}{1\exp -12}}{\Bigr )}=123,01{\text{ dB(PWL)}}}